# Китунькинский сельсовет
Китунькинский сельсовет — сельское поселение в Лопатинском районе Пензенской области Российской Федерации.
Административный центр — село Китунькино.

## История
Статус и границы сельского поселения установлены Законом Пензенской области от 2 ноября 2004 года № 690-ЗПО «О границах муниципальных образований Пензенской области».

## Население
| 2002 | 2010 | 2012 | 2013 | 2014 | 2015 | 2016 |
| ---- | ---- | ---- | ---- | ---- | ---- | ---- |
| 677  | ↘564 | ↘538 | ↘523 | ↘504 | ↘495 | ↘486 |
| 2017 | 2018 | 2021 |      |      |      |      |
| ↘459 | ↘449 | ↘383 |      |      |      |      |

## Состав сельского поселения
| № | Населённый пункт | Тип населённого пункта       | Население |
| - | ---------------- | ---------------------------- | --------- |
| 1 | Второе Отделение | село                         | ↘159      |
| 2 | Китунькино       | село, административный центр | ↘265      |
| 3 | Садовка          | село                         | ↘11       |